# Đông Nam (tiểu vùng Luân Đôn)
Đông Nam là một tiểu vùng trên Bản đồ Luân Đôn (còn gọi là Đông Nam Luân Đôn), bao gồm các khu tự quản Luân Đôn như Bexley, Bromley, Greenwich, Lewisham và Southwark. Tiểu vùng thành lập năm 2008. Dân số vào khoảng 1.300.000 với 500.000 việc làm trong khu vực. Có một trung tâm thủ đô tại Bromley và trung tâm lớn tại Bexleyheath, Catford, Eltham, Greenwich, Lewisham, Orpington, Peckham và Woolwich.